# Tokio Hot 100
El Tokio Hot 100 es el conteo semanal de las cien canciones más escuchadas en la estación J-WAVE (81,3 MHz FM) de Tokio, aunque también se tienen en cuenta las ventas de tiendas como HMV o Tower Records. Se transmite los domingos de 13:00 a 16:54 (hora de Japón). Fue emitido por primera vez el 2 de octubre de 1988.